# Foguete de antimatéria
Foguete com propulsão 
por antimatéria.
Um foguete de antimatéria é uma classe proposta de foguetes que usariam antimatéria como fonte de força. Existem vários tipos de projetos para alcançar esse objetivo. A maior vantagem desse tipo de foguete é a completa conversão da massa da mistura matéria/antimatéria em energia, o que possibilitaria uma densidade de energia e um impulso específico maior do que qualquer outro tipo de foguete.
Foguetes de antimatéria poderiam ser divididos em três tipos: os que utilizam os produtos gerados pela aniquilação matéria/antimatéria diretamente para propulsão, os que utilizam o calor gerado pela aniquilação para aquecer um fluido e então gerar propulsão e os que utilizam o calor gerado pela aniquilação para aquecer um fluido e gerar eletricidade para uma espaçonave com um sistema de propulsão elétrico.

## Uso direto dos produtos da reação
Uma reação de aniquilação de antipróton produz raios gama, além de mésons com carga elétrica e sem carga elétrica. Os mésons com carga elétrica podem ser canalizados por um tubo magnético, produzindo propulsão. Esse tipo de foguete de antimatéria não é muito eficiente, já que existe uma perda de energia grande. Apenas as partículas com carga elétrica podem ser canalizadas. As demais partículas e os raios gama gerados são perdidos.
Uma reação de aniquilação de Positron, por sua vez, produz apenas raios gama. Eugen Sänger propôs esse tipo de propulsão, assumindo que se poderia utilizar algum material para refletir os raios gama, utilizando um tipo de vela solar. Porém ainda não se conhece nenhum tipo de material que poderia ser utilizado para isso.

## Calor para aquecer um fluido de exaustão
Vários métodos de aquecimento de escape de fluidos utilizando os raios gama produzidos pela aniquilação de pósitrons têm sido propostos Estes métodos são semelhantes aos propostos para um foguete termonuclear. Um método proposto é a utilização de raios gama de aniquilação de pósitrons para aquecer um núcleo de motor sólido. Hidrogênio gasoso é canalizado através deste núcleo, aquecido, e expulso de um tubo de exaustão. Um segundo tipo de motor proposto utiliza a aniquilação de pósitrons dentro de um pallet de chumbo ou de xenônio gasoso comprimido para produzir uma nuvem de gás quente, que por sua vez aquece uma segunda camada envolvente de hidrogênio gasoso. Aquecimento direto do hidrogênio por raios gama era considerada impraticável, devido à dificuldade de comprimir o suficiente dentro de um motor de tamanho razoável para absorver os raios gama. Um terceiro tipo de motor proposto utiliza a aniquilação de raios gama para aquecer uma vela ablativa, com o material ablacionado fornecendo o impulso. Tal como acontece com [foguetes termonucleares, o impulso específico que pode ser obtido com estes métodos está limitada por considerações materiais, sendo tipicamente na faixa de 1000-2000 segundos. [carece de fontes?]

## Calor gerando eletricidade
A ideia de usar antimatéria para alimentar uma nave espacial de propulsão eléctrica também foi proposta. Estes projetos propostos são normalmente semelhantes aos sugeridos pora foguetes de propulsão elétrica nuclear. Aniquilações de antimatéria são usados para, direta ou indiretamente, aquecer um fluido de trabalho, como em um foguete nuclear térmico, mas o líquido é usado para gerar eletricidade, que é então utilizado para alimentar alguma forma de sistema elétrico de propulsão espacial. O sistema resultante possui parte de muitas das características de outras propostas de propulsão eléctrica (normalmente alta impulso específico e baixo empuxo).

## Dificuldades com foguetes de antimatéria
As principais dificuldades práticas com foguetes antimatéria são os problemas de criação e de armazenagem de antimatéria. Criar antimatéria requer grandes quantidades de energia, pelo menos equivalentes à energia de repouso de cada par partícula/antipartícula criada e, normalmente (para a produção de antiprótons) dezenas de milhares a milhões de vezes mais. A maioria dos projetos propostos de foguetes de antimatéria requer uma grande quantidade de antimatéria (cerca de 10 gramas para chegar a Marte em um mês) A maioria dos esquemas propostos para armazenamento em naves interestelares exigirá a produção de pallets congelados de anti-hidrogênio. Isso requer refrigeração de antiprótons, ligação com pósitrons, e captura dos átomos anti-hidrogênio resultante - tarefas que foram realizados apenas para um pequeno número de átomos individuais. Armazenamento de antimatéria é tipicamente feito por interceptação de anti-hidrogênio eletricamente carregado congelado em pellets em armadilhas de Penning ou armadilhas de Paul. Embora não haja nenhuma barreira teórica a essas tarefas que estão sendo executadas na escala necessária para abastecer um foguete de antimatéria, espera-se que seja extremamente (e talvez exageradamente) caro.
Um problema secundário é a extração de energia útil, ou o impulso a partir dos produtos da aniquilação da antimatéria, que são principalmente sob a forma de energia extremamente alta (radiação ionizante). Os mecanismos de antimatéria propostos até hoje, sugerem mecanismos plausíveis para o aproveitamento da energia a partir desses produtos de aniquilação.